# Regen járás
Regen járás egy járás Bajorországban. Regen járás Cham, Straubing-Bogen, Deggendorf, Freyung-Grafenau, Klatovyi, Kötzting, Viechtach és Grafenau járásokkal határos. Lakosainak száma 76 135 fő (2013. június 30.).

## Népesség
A járás népessége az elmúlt években az alábbi módon változott:
| Lakosok száma | 21 461 | 27 094 | 31 456 | 42 689 | 74 477 | 76 688 | 76 135 | 76 812 | 77 187 | 77 656 |
|               | 1871   | 1900   | 1925   | 1961   | 1978   | 1987   | 2013   | 2015   | 2016   | 2019   |